# Бак Вільямс
Чарльз Лінвуд «Бак» Вільямс (англ. Charles Linwood "Buck" Williams; нар. 8 березня 1960, Рокі-Маунт, США) — колишній американський професійний баскетболіст, що грав на позиціях важкого форварда і центрового за декілька команд НБА, зокрема за «Нью-Джерсі Нетс», яка навіки закріпила за ним ігровий №52. Славився своїм вмінням підбирання та перебуває на 15 місці в історії НБА за цим показником.

## Ігрова кар'єра
Починав грати у баскетбол у команді Рокімаунтської старшої школи. На університетському рівні грав за команду «Меріленд» (1978–1981). 1979 року був названий новачком року конференції ACC, а також був її лідером за підбираннями 1979 та 1981 року. 2001 року був включений до Зали слави університету Меріленду.
1981 року був обраний у першому раунді драфту НБА під загальним 3-м номером командою «Нью-Джерсі Нетс». У своєму першому сезоні набирав в середньому 15,5 очок та 12,3 підбирань за гру та став Новачком року. Наступні 8 сезонів у «Нетс» грав на позиції важкого форварда, у 6 з яких входив до трійки кращих підбираючих ліги.
24 червня 1989 року перейшов до «Портленд Трейл-Блейзерс» в обмін на Сема Боуї та майбутній драфт-пік. Вільямс значно підсилив склад команди, допомігши «Блейзерс» попасти до трьох фіналів Західної конференції та двох фіналів НБА. 1990 року вони програли у фіналі «Детройт Пістонс» а 1992 — «Чикаго Буллз». Вільямс був гравцем стартової п'ятірки у шести з семи своїх сезоні у Портленді та досі залишається лідером франшизи за відсотком влучань (55%).
Останньою ж командою в кар'єрі гравця в НБА стали «Нью-Йорк Нікс», до складу яких він приєднався 1996 року і за які відіграв 2 сезони. Окрім проблем із здоров'ям, не витримував конкуренції за місце у стартовому складі з Патріком Юїнгом та Чарльзом Оуклі. 27 січня 1999 року оголосив про завершення своєї 17-річної кар'єри в НБА, за яку встиг набрати більш, ніж 16000 очок та 13000 підбирань, що вдавалось лише сімом баскетболістам в історії НБА.

## Статистика виступів
|  | Лідер ліги |

### Регулярний сезон
| Сезон              | Команда                   | GP   | GS   | MPG  | FG%  | 3P%   | FT%  | RPG  | APG | SPG | BPG | PPG  |
| ------------------ | ------------------------- | ---- | ---- | ---- | ---- | ----- | ---- | ---- | --- | --- | --- | ---- |
| 1981–82            | «Нью-Джерсі Нетс»         | 82   | 82   | 34.5 | .582 | .000  | .624 | 12.3 | 1.3 | 1.0 | 1.0 | 15.5 |
| 1982–83            | «Нью-Джерсі Нетс»         | 82   | 82   | 36.1 | .588 | .000  | .620 | 12.5 | 1.5 | 1.1 | 1.3 | 17.0 |
| 1983–84            | «Нью-Джерсі Нетс»         | 81   | 81   | 37.1 | .535 | .000  | .570 | 12.3 | 1.6 | 1.0 | 1.5 | 15.7 |
| 1984–85            | «Нью-Джерсі Нетс»         | 82   | 82   | 38.8 | .530 | .250  | .625 | 12.3 | 2.0 | .8  | 1.3 | 18.2 |
| 1985–86            | «Нью-Джерсі Нетс»         | 82   | 82   | 37.4 | .523 | .000  | .676 | 12.0 | 1.6 | .9  | 1.2 | 15.9 |
| 1986–87            | «Нью-Джерсі Нетс»         | 82   | 82   | 36.3 | .557 | .000  | .731 | 12.5 | 1.6 | 1.0 | 1.1 | 18.0 |
| 1987–88            | «Нью-Джерсі Нетс»         | 70   | 70   | 37.7 | .560 | 1.000 | .668 | 11.9 | 1.6 | 1.0 | .6  | 18.3 |
| 1988–89            | «Нью-Джерсі Нетс»         | 74   | 72   | 33.1 | .531 | .000  | .666 | 9.4  | 1.1 | .8  | .5  | 13.0 |
| 1989–90            | «Портленд Трейл-Блейзерс» | 82   | 82   | 34.2 | .548 | .000  | .706 | 9.8  | 1.4 | .8  | .5  | 13.6 |
| 1990–91            | «Портленд Трейл-Блейзерс» | 80   | 80   | 32.3 | .602 | –     | .705 | 9.4  | 1.2 | .6  | .6  | 11.7 |
| 1991–92            | «Портленд Трейл-Блейзерс» | 80   | 80   | 31.5 | .604 | .000  | .754 | 8.8  | 1.4 | .8  | .5  | 11.3 |
| 1992–93            | «Портленд Трейл-Блейзерс» | 82   | 82   | 30.5 | .511 | .000  | .645 | 8.4  | .9  | 1.0 | .7  | 8.3  |
| 1993–94            | «Портленд Трейл-Блейзерс» | 81   | 81   | 32.5 | .555 | .000  | .679 | 10.4 | 1.0 | .7  | .6  | 9.7  |
| 1994–95            | «Портленд Трейл-Блейзерс» | 82   | 82   | 29.5 | .512 | .500  | .673 | 8.2  | 1.0 | .8  | .8  | 9.2  |
| 1995–96            | «Портленд Трейл-Блейзерс» | 70   | 10   | 23.9 | .500 | .667  | .668 | 5.8  | .6  | .6  | .7  | 7.3  |
| 1996–97            | «Нью-Йорк Нікс»           | 74   | 4    | 20.2 | .537 | .000  | .642 | 5.4  | .7  | .5  | .5  | 6.3  |
| 1997–98            | «Нью-Йорк Нікс»           | 41   | 6    | 18.0 | .503 | –     | 732  | 4.5  | .5  | .4  | .4  | 4.9  |
| Усього за кар'єру  | Усього за кар'єру         | 1307 | 1140 | 32.5 | .549 | .167  | .664 | 10.0 | 1.3 | .8  | .8  | 12.8 |
| В іграх усіх зірок | В іграх усіх зірок        | 3    | 0    | 20.3 | .526 | –     | .455 | 8.0  | 2.0 | .3  | .7  | 8.3  |

### Плей-оф
| Сезон             | Команда                   | GP  | GS | MPG  | FG%  | 3P%  | FT%  | RPG  | APG | SPG | BPG | PPG  |
| ----------------- | ------------------------- | --- | -- | ---- | ---- | ---- | ---- | ---- | --- | --- | --- | ---- |
| 1982              | «Нью-Джерсі Нетс»         | 2   | –  | 39.5 | .538 | –    | .467 | 10.5 | 1.5 | .5  | 1.0 | 17.5 |
| 1983              | «Нью-Джерсі Нетс»         | 2   | –  | 42.5 | .500 | –    | .800 | 11.5 | 2.0 | 1.0 | 1.0 | 19.0 |
| 1984              | «Нью-Джерсі Нетс»         | 11  | –  | 43.0 | .485 | –    | .556 | 14.1 | 1.5 | 1.5 | 1.5 | 15.5 |
| 1985              | «Нью-Джерсі Нетс»         | 3   | –  | 41.0 | .650 | –    | .733 | 10.7 | .3  | 1.0 | 1.7 | 24.7 |
| 1986              | «Нью-Джерсі Нетс»         | 3   | –  | 42.0 | .724 | –    | .769 | 10.3 | .7  | 2.0 | .3  | 20.7 |
| 1990              | «Портленд Трейл-Блейзерс» | 21  | –  | 37.0 | .508 | –    | .676 | 9.2  | 1.9 | .6  | .3  | 13.0 |
| 1991              | «Портленд Трейл-Блейзерс» | 16  | 16 | 37.0 | .500 | –    | .603 | 8.9  | .9  | .6  | .3  | 10.3 |
| 1992              | «Портленд Трейл-Блейзерс» | 21  | 21 | 36.1 | .508 | –    | .758 | 8.5  | 1.0 | 1.3 | .8  | 9.6  |
| 1993              | «Портленд Трейл-Блейзерс» | 4   | 4  | 36.1 | .478 | –    | .684 | 7.3  | .3  | .3  | .8  | 8.8  |
| 1994              | «Портленд Трейл-Блейзерс» | 4   | 4  | 36.1 | .679 | –    | .867 | 8.8  | .5  | 1.0 | .5  | 12.8 |
| 1995              | «Портленд Трейл-Блейзерс» | 3   | 3  | 36.1 | .600 | –    | .636 | 6.3  | .3  | 1.3 | .7  | 8.3  |
| 1996              | «Портленд Трейл-Блейзерс» | 5   | 1  | 26.6 | .391 | .500 | .714 | 5.0  | .2  | .2  | .8  | 4.8  |
| 1997              | «Нью-Йорк Нікс»           | 10  | 1  | 19.3 | .486 | –    | .529 | 4.0  | .6  | .3  | .4  | 4.3  |
| 1998              | «Нью-Йорк Нікс»           | 3   | 0  | 15.0 | .444 | –    | .750 | 5.3  | .3  | .0  | .3  | 4.7  |
| Усього за кар'єру | Усього за кар'єру         | 108 | –  | 34.4 | .520 | .500 | .672 | 8.7  | 1.0 | .8  | .6  | 11.2 |